# Martiri di Cordova

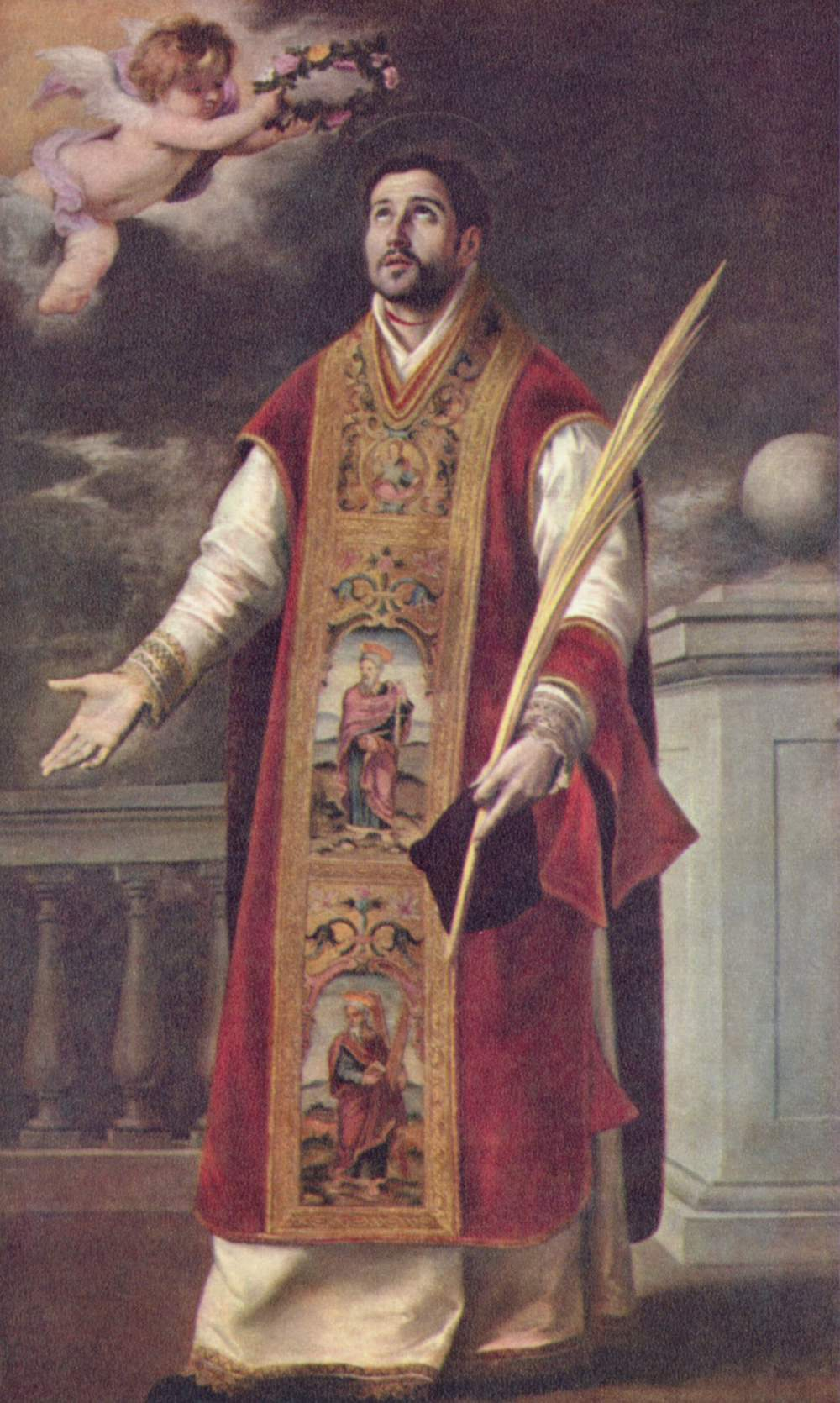
Roderigo, sacerdote di Cabra, martirizzato a Cordova, in un quadro di Murillo (XVII secolo)

Sotto il nome di Màrtiri di Cordova si indica un gruppo di cristiani mozarabi (che rifiutavano l'assimilazione culturale con gli arabi-musulmani) che, sotto gli Emiri di al-Andalus, in particolare ʿAbd al-Raḥmān II e suo figlio Maometto I, furono condannati a morte dalle autorità islamiche per aver pubblicamente vilipeso il Corano e insultato il Profeta Maometto, nella Grande Moschea di Cordova, pur sapendo che una precisa disposizione puniva con la morte i responsabili di tali azioni.
Eulogio fu il più importante dei «Martiri di Cordoba» assieme a Sancho, Rodrigo e Salomone.

## Contesto storico
Strappata ai Visigoti dagli Arabi nel 771, Cordova raggiunse il suo apogeo culturale nel X secolo, prima di essere riconquistata nel 1236 da Ferdinando III di Castiglia. I musulmani non si erano quasi mai mostrati persecutori dei cristiani, limitandosi a imporre loro di non testimoniare la propria fede in pubblico e di versare un cospicuo tributo periodico in quanto "dhimmi"; se ciò provocava lo spirito d'indipendenza dei cristiani, i più sensibili non potevano tollerare una specie di ibernazione religiosa. Di qui sporadiche reazioni alla dominazione, che venivano soffocate con immediate repressioni.
Di una di queste reazioni furono protagonisti Rodrigo, Salomone ed Eulogio. Questo era prete; non potendo accettare la passività dei cristiani, parlò apertamente contro il Corano. Imprigionato una prima volta, venne rilasciato nell'851. Avendo incontrato in carcere santa Flora e Marta (Maria) che furono poi decapitate morendo in nome della fede cristiana, Sant'Eulogio attribuirà la sua scarcerazione, avvenuta pochi giorni dopo il loro martirio, proprio all'intercessione di queste due donne, contribuendo così alla loro santificazione. Nominato vescovo di Toledo, non poté essere ordinato, perché venne anch'egli decapitato l'11 marzo 859. La legislazione islamica prevedeva infatti la pena di morte per i rei di blasfemia e d'insulto alla religione coranica.
L'appariscente contestazione cristiana, regolarmente sanzionata dalla pena di morte prevista per i reati di vilipendio della religione del Profeta Maometto, finì quando le autorità islamiche di Cordova si rivolsero - preoccupate per il mantenimento dell'ordine pubblico - alle autorità ecclesiastiche cristiane perché intervenissero a metter fine a un'azione che comportava, com'era a tutti noto, la condanna a morte.
Ci furono colloqui tra Cordova, Santiago di Compostela e la stessa Roma, e un apposito concilio, svoltosi a Cordova nel l'852 e presieduto da Recafredo, metropolita di Siviglia, con la presenza anche dell'exceptor (ossia esattore delle imposte) Comes, un funzionario cristiano della corte omayyade, decise - con l'opposizione del solo vescovo di Cordova, Saul - che quelle azioni da quel momento in poi non dovessero essere più fraintese come "santo martirio" per l'attestazione della vera fede ma come forme irrituali di suicidio, quindi irrimediabilmente condannate dal credo cristiano, anche senza tener conto che quei martìri non erano stati il prodotto di una persecuzione, condotta oltretutto da pagani, e che nessuna manifestazione miracolosa aveva chiosato la santità di quei "màrtiri".
Le decisioni del concilio di Cordova non vennero mai riconosciute dalla Chiesa di Roma che venera tuttora come santi i martiri di Cordova, anche se occorre dire che alcuni di loro erano stati giustiziati prima del deliberato conciliare e che, quindi, potevano essere considerati màrtiri a pieno titolo anche dalla Chiesa cristiana locale.
Quattordici condanne a morte e relative esecuzioni di cristiani proseguirono fino all'859, in molti casi (p.es. Aurelio e Sabigotone) per vera o presunta imputazione di apostasia, che prevede nella Shari'a la condanna a morte del reo, salvo si possa dimostrare la sua insanità mentale o si verifichi il pentimento dell'apostata. L'esecuzione di Eulogio - rimesso dapprima in libertà dall'Emiro Muhammad I ma incarcerato nuovamente nell'859 (secondo alcuni, a causa delle sue continue accese prediche anti-islamiche, secondo altri per l'aiuto offerto ai convertiti che venivano considerati apostati) e decapitato l'11 marzo 859 - mise fine a quelle che venivano giudicate plateali manifestazioni di ostilità al governo islamico di al-Andalus.

## Lista dei martiri di Cordova
- 824
  - Adolfo e Giovanni, martirizzati il giorno 27 settembre 824
- 835
  - Pomposa, martirizzata il giorno 19 settembre 835
- 850
  - Perfetto, martirizzato il giorno 18 aprile 850
- 851
  - Isacco, martirizzato il giorno 3 giugno 851
  - Sancio, martirizzato il giorno 5 giugno 851
  - Pietro, Valabonso, Sabiniano, Vistremondo, Abenzio e Geremia, martirizzati il giorno 7 giugno 851
  - Sisenando, martirizzato il giorno 16 luglio 851
  - Paolo, martirizzato il giorno 20 luglio 851
  - Teodemiro, martirizzato il giorno 25 luglio 851
  - Alodia e Nunilone, martirizzate il giorno 22 ottobre 851
  - Flora e Maria, martirizzate il giorno 24 novembre 851
- 852
  - Gumesindo e Servidio, martirizzati il giorno 13 gennaio 852
  - Giorgio, Aurelio, Sabigoto (o Sabigotone) detta anche Natalia, Felice e Liliosa martirizzati il giorno 27 luglio 852
  - Cristoforo e Leovigildo, martirizzati il giorno 20 agosto 852
  - Emila e Geremia, martirizzati il giorno 15 settembre 852
- 853
  - Fandila, martirizzato il giorno 13 giugno 853
  - Anastasio, Felice e Degna martirizzati il giorno 14 giugno 853
  - Benilde, martirizzata il giorno 15 giugno 853
  - Colomba, martirizzata il giorno 17 settembre 853
- 854
  - Abbondio, martirizzato il giorno 11 luglio 854
- 855
  - Amatore, Pietro e Ludovico, martirizzati il giorno 30 aprile 855
  - Witesindo, martirizzato il giorno 15 maggio 855
  - Sandila, martirizzato il giorno 3 settembre 855
- 856
  - Elia, Paolo e Isidoro, martirizzati il giorno 17 aprile 856
  - Argimiro, martirizzato il giorno 28 giugno 856
  - Aurea, martirizzata il giorno 19 luglio 856
- 857
  - Rodrigo e Salomone, martirizzati il giorno 13 marzo 857
- 859
  - Eulogio, martirizzato il giorno 11 marzo 859
  - Leocrizia, martirizzata il giorno 15 marzo 859
- 864
  - Laura, martirizzata il giorno 19 ottobre 864